# Sarija Magrupowna Sakirowa
Sarija Magrupowna Sakirowa (russisch Сария Магруповна Закирова; * 10. April 1964 in Nabereschnyje Tschelny) ist eine ehemalige sowjetische Ruderin und zweifache Weltmeisterin im Achter.

## Sportliche Karriere
Sarija Sakirowa gewann ihren ersten Weltmeistertitel 1985 in Hazewinkel, im Jahr darauf siegte der sowjetische Achter auch bei den Weltmeisterschaften in Nottingham. Bei den Weltmeisterschaften 1987 in Kopenhagen siegten die Rumäninnen vor den US-Ruderinnen, Sakirowa gewann mit dem sowjetischen Achter die Bronzemedaille. Bei ihrer ersten Olympiateilnahme 1988 in Seoul ruderte Sakirowa mit dem sowjetischen Achter auf den vierten Platz.
Danach wechselte sie vom Riemenrudern zum Skullrudern. Bei den Weltmeisterschaften 1990 in Tasmanien siegte der Doppelvierer aus der DDR vor dem sowjetischen Boot mit Jelena Chlopzewa, Switlana Masij, Marja Omeljanowitsch und Sarija Sakirowa. Im Jahr darauf trat Sakirowa mit Kazjaryna Karsten im Doppelzweier an. Die beiden Ruderinnen erkämpften die Bronzemedaille bei den Weltmeisterschaften in Wien. Zum Abschluss ihrer Karriere trat Sakirowa bei den Olympischen Spielen 1992 in Barcelona mit Inna Frolowa im Doppelzweier an. Die Crew belegte den zweiten Platz hinter China im Vorlauf und den dritten Platz hinter Deutschland und Rumänien im Halbfinale. Im Finale siegten die Deutschen vor den Rumäninnen und den Chinesinnen. Sakirowa und Frolowa belegten den sechsten Platz mit vierzehn Sekunden Rückstand auf die Bronzemedaille.